# Лудер, Итало Архентино
И́тало Архенти́но Лу́дер (исп. Italo Argentino Luder; 31 декабря 1916, г. Рафаэла, провинция Санта-Фе, Аргентина — 25 мая 2008, Буэнос-Айрес, Аргентина) — аргентинский политик, председатель сената в 1975—1976, министр национальной обороны в 1989—1990.

## Биография
В 1938 году окончил юридический факультет Национального университета Побережья, в качестве профессора преподавал в нём конституционное право несколько лет.
В 1948 году был избран членом Конституционного Совещания по изменению конституции 1853 года (новая редакция конституции была принята в 1949 году). После своего свержения в 1955 году президент Х. Д. Перон поручил ему свою правовую защиту в многочисленных обвинениях в коррупции. Являлся активным членом Хустисиалистской партии, 3 года был её генеральным уполномоченным, выразитель взглядов умеренного крыла партии.
В 1973—1976 гг. — сенатор, в 1973—1975 гг. — заместитель председателя фракции партии в сенате. 11 июля 1973—1976 гг. — председатель сената, председатель сенатской комиссии по иностранным делам.
В 1975—1976 гг. — председатель Латиноамериканского парламента.
13 сентября — 16 октября 1975 года, как председатель сената, был исполняющим обязанности президента страны во время отпуска президента Марии Эстелы Мартинес де Перон. Во время своего краткого пребывания в должности подписал два противоречивых указа, которые создали Совет Национальной Безопасности, состоящий из президента и военных руководителей и позволили продолжить военные действия против партизанских группировок.
В 1983 году баллотировался на пост президента страны от Хустисиалистской партии и занял второе место, получив 39,9 % голосов.
В 1989—1990 гг. — министр обороны в правительстве президента Карлоса Менема. После правительственного кризиса января 1990 года назначен послом во Франции (исполнял обязанности до 1993 года). С 1995 года представлял государство в правлении крупнейшей энергетической компании страны YPF (Yacimientos Petrolíferos Fiscales).
Автор нескольких книг.

Умер от осложнений болезни Альцгеймера.